# جيوفاني إسبينوزا
جيوفاني باتريسيو إسبينوزا بابون (بالإسبانية: Giovanny Espinoza)‏ (مواليد 12 أبريل 1977 في تشارغواياكو) لاعب كرة قدم إكوادوري دولي يجيد اللعب في خط الدفاع . يلعب حاليا لصالح نادي يونيون إسبانولا التشيلي من سنة 2010 .

## مسيرته الكروية
لعب جيوفاني إسبينوزا خلال مسيرته الاحترافية مع 9 أندية في عشرون موسمًا وسجل خلالها 16 هدفًا ضمن 452 مباراة. ولم يفز بأي موسم بالكأس وفاز في موسم واحد بالدوري.
خاض جيوفاني إسبينوزا مسيرته مع نادي أوكاس في موسم 1997 في المرة الأولى ليلعب معه خمسة مواسم ثم ما بين عامي 2002 و2003 لمدة موسم واحد، مشاركًا طوالها في 161 مباراة سجل خلالها 6 أهداف. ثم انتقل إلى نادي مونتيري في موسم 2001–02 لمدة موسم واحد، حيث شارك في 6 مباريات ولم يسجل أي هدف. لينتقل بعدها إلى نادي إل. دي. يو. كيتو في موسم 2003 ليلعب معه أربعة مواسم، مشاركًا في 144 مباراة سجل خلالها 9 أهداف. ثم انتقل إلى نادي فيتيسه آرنهم في موسم 2006–07 ولمدة موسمين، مشاركًا في 27 مباراة ولم يسجل أي هدف. هذا وانتقل لاحقًا إلى نادي كروزيرو ما بين عامي 2008 و2009 لمدة موسم واحد، مشاركًا في 25 مباراة سجل خلالها هدفًا واحدًا. ثم انتقل بعدها إلى نادي برشلونة ما بين عامي 2009 و2010 لمدة موسم واحد، مشاركًا في 15 مباراة ولم يسجل أي هدف. ليعود وينتقل من جديد، لكن هذه المرة إلى نادي برمنغهام سيتي في موسم 2009–10 لمدة موسم واحد، لم يشارك في أي مباراة ولم يسجل أي هدف أيضًا. لينتقل بعدها إلى نادي يونيون إسبانيولا في عامي 2010-2012 ولمدة موسمين، مشاركًا في 32 مباراة ولم يسجل أي هدف أيضًا. ثم لعب في نادي سوسيداد ديبورتيفو كيتو في عامي 2012-2014 ولمدة موسمين، مشاركًا في 42 مباراة ولم يسجل أي هدف أيضًا.

## روابط خارجية
- جيوفاني إسبينوزا على موقع الاتحاد الدولي (مؤرشف)  (الإنجليزية)
- جيوفاني إسبينوزا على موقع قاعدة بيانات كرة القدم.إي يو (الإنجليزية)
- جيوفاني إسبينوزا على موقع ناشيونال فوتبول تيمز (الإنجليزية)
- جيوفاني إسبينوزا على موقع Soccerbase.com (لاعب) (الإنجليزية)
- جيوفاني إسبينوزا على موقع Soccerway.com (الإنجليزية)
- جيوفاني إسبينوزا على موقع عالم كرة القدم.نت (الإنجليزية)